# Amandine Buelens
Amandine Buelens is een Belgisch aerobics-atlete.

## Levensloop
Buelens is afkomstig uit Merelbeke, alwaar ze actief is bij RheAxion. 
Samen met Jeremy Delmotte behaalde ze goud op de wereldkampioenschappen van 2016 in het Oostenrijkse Wenen in de discipline 'gemengde paren'.  In 2017 in het Nederlandse Leiden verlengde het duo hun wereldtitel.